# Unholy Terror
Unholy Terror es el noveno álbum en estudio de la banda norteamericana de heavy metal W.A.S.P., lanzado en el 2001. Recibió buenas críticas especialmente por su temática, ahondando con gran detalle en el mundo y todos sus vicios.

## Lista de canciones
- Todas las canciones escritas por Blackie Lawless.

1. "Let it Roar" - 4:40
2. "Hate To Love Me" – 4:07
3. "Loco-Motive Man" – 6:03
4. "Unholy Terror" – 2:01
5. "Charisma" – 5:25
6. "Who Slayed Baby Jane?" – 4:55
7. "Euphoria" – 3:19
8. "Raven Heart" – 3:46
9. "Evermore" – 6:10
10. "Wasted White Boys" – 6:49

## Miembros
- Blackie Lawless - Voz, guitarra
- Chris Holmes - Guitarra
- Mike Duda - Bajo
- Frankie Banali - Batería
- Stet Howland - Batería
- Roy Z - Guitarra en las pistas 6 y 10

- Datos: Q2627999